# Zvonovec liliolistý
Zvonovec liliolistý (Adenophora liliifolia) je statná rostlina s bleděmodrými zvonkovitými květy, která je v České republice velice vzácná. Je to jediný druh rodu zvonovec, který roste v české přírodě.

## Výskyt
Druh pochází z Euroasie. Nejvíce je rozšířen v západní Asii, ostrůvkovitě roste ve východní a ve střední Evropě, kterou probíhá západní hranice souvislého areálu rozšíření. V Evropě ho lze řídce nalézt v Německu, Švýcarsku, Rakousku, Itálii, Polsku, Slovensku, Maďarsku, Slovinsku a Chorvatsku.
V Česku nebyl nikdy hojným druhem, ale nyní je na silném ústupu. Z tradičních 20 lokalit se jich zachovalo asi jen 5. Nejhojnější stanoviště je v přírodní památce Babinské louky, národní přírodní rezervaci Karlštejn a přírodní rezervaci Karlické údolí. Dále roste u Bílichova na Kladensku a na Královéhradecku.
Rostlinám se nejlépe daří na mezofilních až vlhkých hlubokých půdách s dostatkem humusu. Tehdy mohou být lodyhy vysoké až 1,5 metrů. Dobře prospívají na plném světle i v polostínu, rostou ve světlých lesích, na jejích pasekách nebo okrajích. Druh je vázán zejména na teplomilné doubravy a dubohabřiny, upřednostňuje prosvětlená místa, okraje cest, pasek a světliny v lesním porostu.

## Popis
Vytrvalá, lysá nebo jemným chmýřím porostlá bylina, dorůstající obvykle do výše 40 až 100 cm. Z dlouhého zhrubnutého, často až řepovitého kořene společně s listy vyrůstá jedná i více (starší rostliny až 15) přímých pevných lodyh, které jsou vespod okolo 1 cm tlusté, válcovité nebo slabě hranaté a podélně rýhované. Lodyhy bývají jednoduché nebo jsou v květenství rozvětvené, jsou hustě porostlé listy rostoucími střídavě nebo v přeslenech. Přízemní listy s dlouhými řapíky jsou okrouhle srdčité a v době kvetení již zaschlé. Spodní lodyžní listy jsou zúžené do krátkého řapíku, dlouhé 5 až 15 a široké 1 až 5 cm, mají čepele obvejčité či elipsovité. Horní přisedlé lodyžní listy, dlouhé 1 až 3 a široké 0,5 až 1 cm, mají čepele široce kopinaté až elipsovité. Všechny listy jsou po obvodě nestejně pilovité, na koncích zašpičatělé, mají vyniklou žilnatinu a na horní straně jsou lesklé a na spodní bledší.
Oboupohlavné, pravidelné, příjemně vonící květy na 2 cm dlouhých převislých stopkách vyrůstají z paždí malých kopinatých listenů a vytvářejí nejvíce sedmičetné hrozny nebo laty s bočními větvičkami 5 až 15 cm dlouhými. Kalich je tvořen pěti trojúhelníkovitými, asi 3 mm dlouhými odstávajícími lístky, na koncích ostře špičatými a po obvodě jemně zubatými. Pěticípá koruna se širokými lístky je nálevkovitá nebo zvonkovitá, 10 až 20 mm dlouhá a stejně tak široká, má barvu bleděmodrou a někdy mívá odstín do lila a jen řídce je bílá. Pět volných, brvitých, na bázi rozšířených tyčinek nese prašníky. Semeník s třemi pouzdry má jednu dlouhou, z koruny daleko čnící čnělku která je obvykle dvakrát tak delší než koruna.
Plody jsou zakřivené hranaté tobolky hruškovitého tvaru, dlouhé 8 až 12 mm. Mají ve dně tři otvory pro vypadávání zploštělých, zrzavě hnědých semen asi 2 mm dlouhých. Rostliny se rozmnožují oddenky nebo klíčivými semeny roznášenými větrem. Od příbuzných zvonků lze zvonovec liliolistý odlišit mimo jiné podle čnělky vyčnívající ven z koruny a podle vonných květů.

## Ohrožení
Populace zvonovce liliolistého, nejčastěji rostoucího ve světlých lesích, hodně ohrožuje současné lesní hospodaření. Téměř se již nevyskytují výmladkové a pařezinové lesy, ve kterých se stromy kácí postupně probírkou a v současných vysokokmenných lesích s hustým zápojem nemá příležitost vyrůst nebo vykvést. Pokud roste na světlejších místech u cest nebo lesních okrajů, je utiskován konkurenceschopnějšími ostružiníky a kopřivami. Likviduje ho také přemnožená srnčí zvěř, pro kterou je chutným soustem. Téměř všechny populace v Česku jsou málo početné a následkem příbuzenského křížení se vytrácí genetická rozmanitost a chybí jen krůček k nezadržitelnému vymírání. V přírodě ČR se nachází nejvýše 500 kvetoucích rostlin.
Lokalitám se zvonovcem liliolistým je věnována specifická pozornost, probíhá komplex řízených zásahů zaměřený na jeho ochranu. Bývají prosvětlovány porosty, likvidují se náletové dřeviny a v pozdním létě po vysemenění se seče tráva a odstraňuje stařina, některá místa byla proti okusu zvěří oplocena. Z dobře klíčivých semen se zkouší v umělých podmínkách vypěstovat mladé rostlinky a ty pak vysadit na lokality s nejslabšími přirozenými populacemi.
Zvonovec liliolistý je v "Seznamu zvláště chráněných druhů rostlin" stanoveném vyhláškou Ministerstva životního prostředí ČR č. 395/1992 Sb. ve znění vyhl. č. 175/2006 Sb, stejně jako v "Červeném seznamu cévnatých rostlin České republiky" z roku 2012, považován za druh kriticky ohrožený (§1) a (C1t). Také v ostatních zemích Střední Evropy na tom není tento druh o mnoho lépe. Kriticky je ohrožen také v Německu, Rakousku, Polsku, Maďarsku i Chorvatsku.